# Ротару, София Михайловна
Софи́я Миха́йловна Рота́ру (укр. Софія Михайлівна Ротару, рум. Sofia Rotaru; род. 7 августа 1947, c. Маршинцы, Новоселицкий район, Черновицкая область, Украинская ССР, СССР) — советская и украинская эстрадная певица и актриса молдавского происхождения. Лауреат премии Ленинского комсомола (1978). Народная артистка СССР (1988). Кавалер молдавского ордена Республики (1997). Герой Украины (2002). Национальная легенда Украины (2021).
Репертуар певицы насчитывает более 500 песен на украинском, русском, молдавском, болгарском, сербском, польском, немецком, французском, итальянском, испанском и английском языках. Творчество певицы характеризуется жанровым многообразием — начиная свой творческий путь с исполнения украинских и молдавских народных песен, всю последующую карьеру она считалась прежде всего поп певицей, при этом включая в песни элементы рока, рэпа и джаза. Первая из русскоязычных исполнителей спела речитативом и начала использовать ритм-компьютер в музыкальной аранжировке песен.
Карьера певицы на музыкальной сцене ознаменована как всесоюзным, так и международным успехом в странах Восточной Европы; является призёром международных конкурсов вокалистов в Болгарии, Польше и Японии. Альбомы миллионными тиражами продавались в странах бывшего СССР и за рубежом. Фан-клубы Ротару были созданы в Чехии, Финляндии, Корее, Германии, Польше и других странах мира. В советских СМИ и обществе признана одной из ведущих певиц СССР. С 1973 по 2021 год (за исключением 2018) являлась лауреатом и участницей фестиваля «Песня года». В 1970—1980-х годах была одним из лидеров хит-парада «Звуковая дорожка». Лауреат премии «Овация» в специальной номинации «Поп-музыка — мэтры» (2008). Обладательница 12 статуэток премии «Золотой граммофон», в том числе специальной награды «За вклад в поп-музыку».
Является одной из самых высокооплачиваемых певиц в странах бывшего СССР — в 2008 году задекларировала наибольший на Украине доход, который значительно превышал 500 млн гривен (около 62 млн долл.). Также занимается предпринимательством.

## Биография и творческая карьера

### 1947—1961: Детство и начало творческого пути
Родилась 7 августа 1947 года в селе Маршинцы Новоселицкого района Черновицкой области Украинской ССР (ныне село в составе Новоселицкой городской общины Черновицкого района Черновицкой области Украины), в семье молдавских крестьян. Из-за ошибки паспортистки, записавшей в паспорте датой рождения 9 августа 1947 года, день рождения празднует дважды. Была второй из шестерых детей. Отец — Михаил Фёдорович Ротару (Ротарь; 1918—2004), бригадир виноградарей, был призван в Красную армию в мае 1944 года, воевал пулемётчиком и дошёл до Берлина. Был ранен и вернулся домой в 1946 году. Мать — Александра Ивановна Ротару (1920—1997). Старшая сестра Зинаида в детстве перенесла тиф и потеряла зрение. Зина, обладая абсолютным слухом, легко запоминала новые песни и научила Софию многим народным песням. Зина проводила много времени у радиоприёмника, вместе с песнями выучила русский язык и научила ему братьев и сестёр; дома в семье Ротару говорили только на молдавском языке. В детстве София Ротару много работала по домашнему хозяйству и помогала родителям торговать на рынке.
Много занималась спортом, лёгкой атлетикой, стала чемпионкой школы по многоборью, ездила на областные олимпиады. На областной спартакиаде в Черновцах стала победительницей в беге на 100 и 800 метров. Позже исполнила без каскадёров роли в фильме «Где ты, любовь?», проехав по узкой насыпи посреди моря на мотоцикле, а также в фильме «Монолог о любви», где она занимается виндсёрфингом в открытом море. Музыкальные способности проявились рано: она начала петь с первого класса в школьном хоре, пела также и в церковном хоре (хотя это в школе не приветствовалось). В школе занималась в драматическом кружке, училась игре на домре и баяне, участвовала в художественной самодеятельности, выступала с концертами в окрестных сёлах. Как вспоминала сама певица:
Трудно сказать, когда и как появилась музыка в моей жизни. Кажется, что она во мне жила всегда. Я выросла среди музыки, она звучала везде: за свадебным столом, на посиделках, на вечерницах, на танцах…

### 1962—1967: Начало карьеры и украинский поп-фолк
Первый успех пришёл к ней в 1962 году. Победа в Новоселицком районном конкурсе художественной самодеятельности открыла ей дорогу на областной смотр. В следующем, 1963 году, на областном смотре художественной самодеятельности в Черновцах завоевала диплом первой степени. Как победительница была направлена в Киев для участия в республиканском фестивале народных талантов (1964). В столице Украинской ССР вновь была первой. По этому случаю её фото было помещено на обложке журнала «Украина» № 27 за 1965 год. После этого конкурса народный артист СССР Дмитрий Гнатюк сказал землякам: «Это ваша будущая знаменитость. Запомните мои слова». В том же 1964 году впервые спела на сцене Кремлёвского дворца съездов.
После победы на республиканском конкурсе и окончания школы в 1964 году решила стать певицей и поступила на дирижёрско-хоровое отделение (так как вокального факультета не было) Черновицкого музыкального училища. Во время учёбы она познакомилась со студентом Черновицкого университета и трубачом в студенческом эстрадном оркестре Анатолием Евдокименко, который впоследствии стал её мужем; сам Евдокименко влюбился в Ротару, ещё проходя срочную службу в армии, когда увидел фотографию певицы в журнале «Украина». Он привлёк Софию к репетициям с эстрадным оркестром, до этого для сопровождения песен использовались скрипки и цимбалы. Первой эстрадной песней в исполнении Софии стала «Мама» Александра Броневицкого, которую в то время исполняла Эдита Пьеха.

### 1968—1973: Международное признание
В 1968 году, по окончании Черновицкого музыкального училища, была делегирована в составе творческой группы в Болгарию на IX Всемирный фестиваль молодёжи и студентов, где исполнила две песни на украинском языке «На камені стою» (укр. Стою на камне) и «Степом, степом» (укр. Степью, степью) и две — на молдавском «Люблю весну» (рум. Iubesc primăvara, народная песня) и «Валентина» (рум. Valentina, музыка Дмитрия Георгицэ, слова Ефима Кримермана); последняя песня посвящалась присутствовавшей в зале первой женщине-космонавту Валентине Терешковой. Председатель жюри фестиваля советская певица Людмила Зыкина высоко оценивала выступление, сказала: «Это — певица с великим будущим…».
После окончания Черновицкого музыкального училища преподавала в нём теорию музыки и сольфеджио. В том же 1968 году вышла замуж за Анатолия Евдокименко, который ещё был студентом Черновицкого университета. Свадьбу сыграли в родном селе певицы Маршинцы. 24 августа 1970 года родился сын Руслан.
В 1969 году поступила в Государственный институт искусств имени Г. Музическу в Кишинёве (ныне Академия музыки, театра и изобразительных искусств) в класс хорового дирижирования Е. М. Богдановского, но вскоре перешла в класс Л. В. Аксёновой и в 1974 году с успехом защитила диплом по хоровому дирижированию.
В 1971 году на «Укртелефильме» режиссёр Роман Алексеев снял музыкальный телевизионный фильм «Червона рута», на роль главного персонажа была приглашена София Ротару, исполнившая там песни «Намалюй мені ніч» (укр. Нарисуй мне ночь), «О, сизокрилий птах» (укр. О, сизокрылая птица), «У Карпатах ходить осінь» (укр. В Карпатах ходит осень). Картина имела большой успех у телезрителей. После выхода на экраны фильма певица получила приглашение работать в Черновицкой филармонии, где под неё был создан ансамбль, получивший название «Червона рута».
В результате сотрудничества с композитором Владимиром Ивасюком был создан цикл песен, основанный на фольклорном материале и манере исполнения с использованием инструментария и аранжировок, свойственных поп-музыке 1960—1970-х годов. Это привело к огромной популярности певицы в Украинской ССР. Оценивая роль Софии Ротару в популяризации песен Ивасюка, его отец, украинский писатель Михаил Ивасюк сказал: «Мы должны низко поклониться молдавской девочке Соне, разнёсшей по всему миру песни моего сына». Также её авторами были студент музыкального училища Валерий Громцев, руководитель ВИА «Смеричка» Лев Дутковский, а наставниками — заместитель директора Черновицкой филармонии Пинкус Абрамович Фалик и его жена, заслуженная артистка Украинской ССР Сиди Львовна Таль. Пинкус Фалик являлся в то время одним из крупнейших администраторов с международным признанием.
Дебютным стало выступление «Червоной руты» в Звёздном городке для советских космонавтов. Именно там она и ансамбль «Червона рута» впервые заявили о себе как о незаурядных представителях целого направления советского эстрадного искусства, характерной чертой которого является сочетание в репертуаре и стиле исполнения элементов народной музыки с современными ритмами. За этой сценой последовали сцена Центрального концертного зала «Россия», Кремлёвского дворца и сцена Театра эстрады. С 1971 года ведёт отсчёт своей профессиональной творческой деятельности.
Первая профессиональная программа «Червоной руты» не была утверждена худсоветом, так как вместо тематики «Любовь, комсомол и весна» она пела «Враги сожгли родную хату». Это не понравилось комиссии Министерства культуры, и программу запретили. После звонка Фалика в Москву «Червону руту» в обход всех запретов включили в программу «Звёзды советской и зарубежной эстрады», и ансамбль попал в компанию к немцам, болгарам, чехам, югославам.
Благодаря популяризации её творчества официальными советскими властями в качестве примера интернациональной советской культуры (этническая молдаванка, поющая на молдавском, украинском и русском языках), а также искренним симпатиям многомиллионной публики, она имела постоянную аудиторию на радио и телевидении, вела активную концертную деятельность.
В 1972 году с программой «Песни и танцы Страны Советов» София Ротару и «Червона рута» участвовали в турне по Польше. В том же 1972 году сотрудничала с итальянским певцом Доном Баки, исполнив украинский вариант его хита 1960-х годов «L’immensità» — «Сизокрылая птица» (укр. «Сизокрылий птах»).
В 1973 году на Солнечном берегу (Болгария) состоялся конкурс «Золотой Орфей». Певица получила на нём первую премию, исполнив «Мой город» Евгения Доги и песню на болгарском языке «Птица» Т. Русева и Д. Демьянова. 1973 год принёс ей и звание заслуженной артистки Украинской ССР. Песни в её исполнении «Кодры» и «Мой город» на молдавском языке были записаны в фильме «Весенние созвучия — 1973». В том же году она впервые выходит в финал фестиваля «Песня года» с песней «Мой город» (переведённой с молдавского на русский и тотчас ставшей визитной карточкой Кишинёва).

### 1974—1979: Новые авторы и молдавский лиризм
Начиная с 1970-х годов, песни в её исполнении постоянно становились лауреатами «Песни года». Они создавались в содружестве с лучшими композиторами и поэтами страны. Арно Бабаджанян написал «Верни мне музыку» и «Твои следы», Алексей Мажуков — «А музыка звучит» и «Красная стрела», Павел Аедоницкий — «Для тех, кто ждёт», Оскар Фельцман — «Только тебе», Давид Тухманов — «Аист на крыше», «В доме моём» и «Вальс», Юрий Саульский — «Обычную историю» и «Осеннюю мелодию», Александра Пахмутова — «Темп», Раймонд Паулс — «Танец на барабане», Александр Зацепин — «Совсем как на Земле» и другие. София Ротару была первой исполнительницей песен «Лебединая верность», «Яблони в цвету» и «Баллада о матери» композитора Евгения Мартынова.
Широко известна «патриотическая линия» в творчестве певицы — такие песни, как «Родина моя», «Счастья тебе, Земля моя» считаются шедеврами патриотической советской песни.
В 1974 году стала лауреатом Международного фестиваля песни в Сопоте, где исполнила «Воспоминание» Бориса Рычкова и «Водограй» Владимира Ивасюка. За исполнение польской песни из репертуара Халины Фронцковяк «Кто-то» (русский текст А. Д. Дементьева) певица получила вторую премию.
В творчестве для певицы наиболее важен контакт с публикой — известным приёмом является вхождение в зал и исполнение песен непосредственно со слушателями. В одном из интервью она сказала, что «самое важное для певца — это признание публики, а награды никому не нужны». София Ротару сказала: «Я была первой исполнительницей многих песен одного из любимых мною композиторов Евгения Мартынова. Люблю его „Лебединую верность“, „Балладу о матери“. В моём репертуаре песни разных жанров, но почти всегда — драматический сюжет, драматическая мелодия. Песня для меня — маленькая новелла со своим миром чувств, драматургическим строем, героями».
Альбом «София Ротару» 1974 года, а также музыкальный телевизионный фильм «Песня всегда с нами» очертили приоритеты творчества 1970-х годов для певицы — лирика львовского композитора Владимира Ивасюка и драматические песни московского композитора Евгения Мартынова. Совместная работа Евгения Мартынова и поэта Андрея Дементьева — «Баллада о матери» — в исполнении Софии Ротару стала лауреатом телевизионного конкурса «Песня-74». Также второй раз стала лауреатом фестиваля песня «Песня о моём городе» (прозвучала в составе попурри).
В 1975 году на фестивале «Песня-75» в финал вышли песни в её исполнении «Лебединая верность» и «Яблони в цвету». Песня «Смуглянка» была исполнена с югославским певцом Мики Евремовичем. Через год, в финал фестиваля прошли песни «Верни мне музыку» и «Тёмная ночь». Вторая из них была исполнена с Анатолием Мокренко.
В 1975 году вместе с ансамблем «Червона рута» переехала в Ялту, поскольку у певицы возникли проблемы с Черновицким обкомом Коммунистической партии Украинской ССР. Отец, Михаил Фёдорович, был исключён из КПСС и уволен с работы, а брат певицы исключён из комсомола и из университета из-за того, что семья продолжала праздновать неофициальный праздник — Старый Новый год. В это же время во время гастролей в Крыму певица получила приглашение от Алексея Чернышова, директора Крымской филармонии и Николая Кириченко, первого секретаря Крымского обкома, о переезде в Крым, где она стала солисткой в том же году. В народе говорили, будто София Ротару переехала в Ялту из-за начавшейся астмы, причина этих слухов — излишняя худоба певицы, и она действительно часто выступала, будучи простуженной, на холоде, давая по 3—4 концерта в день.
В 1976 году стала Народной артисткой Украинской ССР и лауреатом премии ЛКСМУ имени Н. Островского. С этого же года певица является постоянной участницей новогодних «Голубых огоньков», исполнив на «Голубом огоньке» 1975/1976 года песню А. Изотова и С. Гершановой «Зима».
В 1976 году мюнхенская фирма «Ariola-Eurodisc GmbH» (Sony BMG Music Entertainment) пригласила певицу, единственную из СССР, для записи миньона из двух немецких песен, он вышел в 1978 году под названием Deine Zärtlichkeit и содержал две песни на немецком языке — Deine Zärtlichkeit («Твоя нежность») и Nachts, wenn die Nebel ziehen («Ночью, когда расстилаются туманы»), написанные в сотрудничестве с Михаэлем Кунце и Энтони Монном, которые в то время начинали также работать с Амандой Лир, Карелом Готтом.
Лауреатами фестиваля «Песня-76» стали песни «Верни мне музыку» (А. Бабаджанян — А. Вознесенский) и исполненная в дуэте с солистом Киевского театра оперы и балета Анатолием Мокренко песня «Тёмная ночь».
В конце 1970-х прошли оглушительные гастроли в Европе: Югославия, Румыния, ГДР, ФРГ, Западный Берлин. Только осенью 1979 года певица дала более 20 концертов в Мюнхене и других городах. Западногерманская фирма предложила выпустить диск с итальянскими и французскими песнями. Итальянский язык Софии очень близок, так же, как и французский, — языки, принадлежащие к одной языковой группе — романской, как и молдавский, и румынский. В это же время из Госконцерта пришла директива петь только советские песни.
Официальная информация о содержании сотрудничества с западной фирмой грамзаписи появилась только в середине 1980-х, почти что через десять лет после выхода сингла, после того как началась перестройка.

— Мюнхенская фирма «Ариола», давшая всемирную известность Мирей Матьё, Карелу Готту и многим другим зарубежным эстрадным певцам, пригласила Вас, кстати говоря, пока единственную певицу из СССР, для записи на большой диск. Расскажите об этой работе.

— Уже выпущена первая пробная пластинка из двух песен на немецком языке. Сейчас я выезжаю вновь в ФРГ, в Мюнхен, где эта же фирма выпустит большой диск, куда войдут народные песни и песни советских композиторов.— Из интервью «Московской правде», 13 марта 1979 года
Но запись большого диска не состоялась, так как западные продюсеры предлагали ей записать большой студийный диск, куда, помимо песен на немецком языке, должны были войти французские, итальянские, английские, как, например, «Скажи, что любишь» Нино Рота из «Крёстного отца» на языке оригинала («Speak Softly Love»).
В 1977 году вышел очередной долгоиграющий альбом «Пісні Володимира Івасюка співає Софія Ротару» («София Ротару поёт песни Владимира Ивасюка») — пластинка, ставшая символом дискографии украинской эстрады, за которую певица получила премию ЦК ВЛКСМ. На «Песне-77» София выступила с песнями «Чайки над водой» Е. Мартынова и А. Дементьева, и «Родина моя» Д. Тухманова — Р. Рождественского (премьера песни состоялась на первомайском «Голубом огоньке»), на «Песне-78» — «Только тебе» О. Фельцмана и Р. Рождественского, «Обычная история» Ю. Саульского и И. Шаферана, а также «Отчий дом» Е. Мартынова и А. Дементьева в дуэте с чешским певцом Карелом Готтом.
В 1979 году фирма «Мелодия» выпустила несколько альбомов в исполнении певицы: LP «Только тебе», LP «София Ротару». Студия «Ariola» выпустила долгожданный диск-гигант «Sofia Rotaru — Му tenderness». Из композиций 1979 года выделяются песни композитора Давида Тухманова «Дадим шар земной детям», исполненная с детскими хоровыми коллективами и легендарная песня на стихи Роберта Рождественского «Родина моя». Песня вызвала неоднозначную реакцию. Вспоминая о ней на юбилейном вечере в 2000 году, Д. Тухманов сказал «Тексты были конъюнктурными, а эмоции — настоящими». София Ротару подчеркнула в одном из интервью, что в песне говорится исключительно о любви к родине.  Также в 1979 году певица выпустила композиции Иона Алдя-Теодоровича — «Crede mă» и Юрия Саульского — «Осенняя мелодия», А. Экимяна — «А с чем сравнить любовь?». Последняя песня вместе с песней Д. Тухманова — Н. Хикмета «Дадим шар земной детям» стали лауреатами фестиваля «Песня-79».
18 мая 1979 года, в самый пик его популярности, погиб Владимир Ивасюк. Песня «Червона рута» стала так называемой визитной карточкой певицы, традиционно открывающей программы певицы, в разных аранжировках. София Ротару сказала об Ивасюке: «Второго такого композитора на Украине уже не будет». После гибели Ивасюка в репертуаре певицы появился ряд произведений композиторов из Молдовы (в частности, братьев Теодоровичей). После того как певица прекратила сотрудничество с молдавскими авторами, в частности с Евгением Догой, последний в отместку активно распускал слухи о том, что голос Софии Ротару собирают по нотам на компьютере. Исполнение песен на разных языках дало почву для споров о принадлежности Ротару к молдавской или украинской культуре. «Своей» её считали и в России, а в Армянской ССР даже был поставлен вопрос о присвоении звания заслуженной артистки Армянской ССР. При распаде СССР в 1991 году даже ходила шутка, что при переговорах в Беловежской пуще был поставлен вопрос о том, «как будем делить Ротару». Сама певица, проживающая всю жизнь на Украине (Маршинцы, Черновцы, Ялта, Киев), всегда позиционировала себя гражданкой Украины, не отрицая своего молдавского происхождения.

### 1980—1985: Взлёт певицы и новые сотрудничества
В 1980 году выиграла первую премию на международном конкурсе в Токио за исполнение югославской песни «Обещание» и была награждена орденом «Знак Почёта».
Певица продолжила экспериментировать над своим имиджем и появилась на сцене впервые среди отечественных женщин-артистов в брючном костюме, исполнив песню «Темп» Александры Пахмутовой на стихи Николая Добронравова. Песни «Темп», «Ожидание» и «Здравствуй, Москва!» были записаны к Летним Олимпийским играм 1980 года, проводившимся в Москве. Первые две вошли в культурную программу Игр, а «Здравствуй, Москва!» как кавер-версию песни немецкой группы «Dschinghis Khan» «Moskau» советское руководство запретило и признало антисоветской в связи с бойкотом Олимпиады многими западными странами, в том числе ФРГ. «Темп» также стал саундтреком к художественному фильму «Баллада о спорте» режиссёра Юрия Озерова. В 1980 году певица прошла в финал фестиваля «Песня-80», исполнив «Мой край» Н. Мозгового и «Ожидание» Ю. Саульского и Л. Завальнюка.
В 1980 году вышел фильм «Где ты, любовь?» (первоначальное название «Год призвания»), снятый на студии «Молдова-фильм», в котором, среди многих песен, певица исполнила песню «Первый дождь», без дублёра проехав на заднем сиденье мотоцикла по узкой насыпи посреди моря. Согласно автобиографическому сюжету, сельская певица приглашена в ансамбль, вместе с которым выигрывает гран-при на международном фестивале с песней «Где ты, любовь?» Р. Паулса на стихи И. Резника. В прокате фильм посмотрело около 22 миллионов зрителей. В этом же году вышел двойной альбом — «Песни из кинофильма „Где ты, любовь?“» с песнями из одноимённого фильма композиторов Е. Мартыновым, О. Фельцманом, А. Бабаджаняном, Д. Тухмановым. Композиция А. Мажукова «Красная стрела» в 1980 году стала дебютом молодого поэта Николая Зиновьева в эстрадном жанре. Песня была запрещена на Всесоюзном радио руководителем музыкальной редакции Геннадием Черкасовым из-за того, что ему не нравилось, как поёт София Ротару. Впрочем, поскольку премьера песни состоялась на телевидении, она успела стать известной даже без радиоэфира. В 1981 году фильм получил приз жюри за популяризацию песенного творчества советских композиторов на XIV Всесоюзном кинофестивале в Вильнюсе по разделу художественных фильмов. Этот фильм стал первым опытом Софии Ротару в художественном кинематографе. Многие критики назвали эту роль провальной, тем не менее, фильм завоевал зрительскую любовь, а песни, прозвучавшие в фильме, стали легендарными: «Красная стрела» (музыка Алексея Мажукова, стихи Николая Зиновьева), «Где ты, любовь?» (музыка Раймонда Паулса, стихи Ильи Резника), «Танец на барабане» (музыка Раймонда Паулса, стихи Андрея Вознесенского).
Следующий этап творчества начался с поисками нового стиля — рок-музыкой и с фильмом «Душа» с «Машиной времени» 1981 года с песнями А. Зацепина и А. Макаревича. Получив в Ялте первое предложение сняться в главной роли в фильме, София Ротару отказалась, так как была больна, и врачи не рекомендовали ей не только съёмки, но и дальнейшие выступления.
Это подтолкнуло Александра Бородянского и Александра Стефановича на описание автобиографического сюжета о драматической ситуации в жизни певицы, о потере голоса, и раскрытии в этот момент её души (диалог на пирсе с пожилым человеком) с последующей переоценкой ценностей. Увидев новый переписанный сценарий, а также песни, написанные в совершенно новом для певицы стиле, София Ротару согласилась, более того, была согласна отказаться на некоторое время от концертных выступлений, чтобы сняться в фильме. Таким образом, фильм стал музыкальной мелодрамой, затрагивающей не только частную жизнь артиста и человеческие отношения, но и вопрос отношения к таланту и об ответственности таланта перед теми, для кого он творит. Партнёром Ротару по фильму стал актёр Ролан Быков, лирического героя сыграл ленинградский актёр Михаил Боярский, рок-группа «Машина времени» — новую группу певицы Виктории Свободиной. Фильм занял четвёртое место в списке лидеров проката 1982 года, его посмотрели в прокате около 57 миллионов зрителей.
На «Новогоднем аттракционе» в конце 1982 года выступила с песнями «Костёр» (из фильма «Душа») и «Магазин „Цветы“».
В финал «Песни-82» певица вышла с песнями «Melancolie» П. Теодоровича и Г. Виеру и «Вставайте!» Р. Амирханяна и Х. Закияна. В «Песню 1983» прошли песни «Счастья тебе, земля моя» Ю. Саульского и Л. Завальнюка и «А музыка звучит» А. Мажукова и Н. Зиновьева.
После концертов в Канаде и выпуска канадского альбома в Торонто Canadian Tour 1983 в 1983 году певица и её коллектив на пять лет стали невыездными. Официальной причины не было, но когда в Госконцерт приходили вызовы из-за рубежа, отказывали под предлогом того, что «такая тут не работает». Во время записи пластинки в Германии Госконцерт назначил ей ставку 6 рублей за минуту звучания. Немецкая сторона должна была заплатить 156 марок и перезвонила в Москву. На следующий день переводчица передала Софии Ротару: «Наш шеф решил сделать вам маленький презент, потому что Москва повысить ставку не разрешает…» «Жалею об одном — что это выпало на молодые годы, когда так много можно было сделать», — сказала София Ротару.
В 1983 году дала 137 концертов в колхозах и совхозах Крыма. Колхоз «Россия» Крымской области и Министерство культуры Молдавской ССР выдвинуло её концертные программы 1983—1984 годов на соискание Государственной премии СССР.
В 1983 году получила звание Народного артиста Молдавской ССР. В этом же году во время прослушивания с поэтом Григоре Виеру специально написанной для неё композитором Анатолием Кирияком мелодии, певица настояла на словах о романтике. Её поддержал муж и художественный руководитель Анатолий Евдокименко, и поэт написал, но о певице. Romantică — прилагательное на румынском, значит «романтическая».
В 1984 году представила «Romantică» на фестивале «Песня года». Эта песня входит в большинство сольных программ. Второй исполненной песней стала «Не могу забыть» (композитора Д. Тухманова на стихи В. Харитонова). Певица исполнила её в драматическом образе мужественной медсестры Второй мировой войны. Она была приглашена в программу ТВ ГДР «Пёстрый котёл», где исполнила песню на немецком языке.
В 1984 году вышла пластинка «Нежная мелодия». Альбом стал возвращением к первоначальному имиджу с песней «Melancolie» («Нежная мелодия») Виеру.
В 1985 году был снят фильм-концерт «Вас приглашает София Ротару».
В 1985 году Ротару получила приз «Золотой диск» Всесоюзной фирмы «Мелодия» за альбомы «София Ротару» и «Нежная мелодия» — самые продаваемые пластинки года в СССР, разошедшиеся тиражом более 1 млн экземпляров. В этом же году София Ротару была награждена орденом Дружбы народов.
В финал «Песни-85» попали песни «Аист на крыше» Д. Тухманова и А. Поперечного и «В доме моём» Д. Тухманова и А. Саед-Шах.

### 1986—1989: Новая волна — евро-поп и хард-рок
В середине 1980-х годов в творчестве наметился определённый переломный период. Поисками новой эстетики творчества был проникнут музыкальный фильм «Монолог о любви» (1986), в котором, в отличие от предыдущего «Вас приглашает София Ротару» (1985), только композиция И. Поклада «Течёт вода» несла прежний фольклорный характер и имидж колхозной девушки, ставшей звездой. В фильме «Монолог о любви» София Ротару исполнила песню «Amor» в качестве виндсёрфера, в открытом море и без дублёра. «Монолог о любви» — альбом, вышедший в 1986 году с саундтреками и песнями из одноимённого музыкального фильма (песни «Песня нашего лета», «Океан» и «Последний мост» не прозвучали в фильме, большинство песен из фильма не было выпущено в альбоме), стал последней работой Ротару с первоначальными украинскими композиторами. Ансамбль «Червона рута» вернулся к украинской песне и покинул певицу, что стало для Ротару и Анатолия Евдокименко, художественного руководителя «Червоной руты», большой неожиданностью. В одном из интервью на вопрос журналиста «Когда-нибудь Вам было по-настоящему страшно?» ответила: «Когда меня предали. Это было связано с коллективом „Червона рута“, который Толик (А. Евдокименко) в своё время организовал. Это был пик популярности, когда нас носили на руках, когда на концертах машины поднимали. Ребятам показалось, что они могут рассчитывать на успех и без меня, что я неправильно к ним отношусь, не тот репертуар, что они получают мало денег… Когда мы с Толиком уехали на родину, они собрались и решили, что мы им не нужны. Они ушли со скандалом и с именем „Червона рута“».
Резкое изменение направления творчества произошло после начала сотрудничества с композитором Владимиром Матецким в 1986 году. Уже появились «Лаванда» и «Луна, луна» москвича Владимира Матецкого — две самые популярные песни СССР 1986 года. С этими песнями певица вышла в финал «Песни-86». Совместный альбом Ротару и Матецкого «Золотое сердце» были записаны уже с московскими студийными музыкантами. Певица перешла к композициям стиля евро-поп («Было, но прошло», «Луна»), вплоть до элементов хард-рока («Время моё», «Только этого мало»). Матецкий и его соавтор поэт Михаил Шабров практически монополизировали право на сотрудничество с ней в течение последующих 15 лет, производя талантливые работы, в большом количестве вошедшие в концертные программы 1990—2000 годов, и становившиеся популярными за счёт её харизматической личности и незаурядных вокальных данных. Начало этому сотрудничеству положила песня «Лаванда», написанная В. Матецким в 1985 году для её дуэта с Яаком Йоалой и до сих пор не потерявшая своей популярности. За «Лавандой» последовали «Луна, луна», «Было, но прошло», «Только этого мало», «Дикие лебеди», «Хуторянка», «Засентябрило», «Лунная радуга», «Звёзды как звёзды», «Ночной мотылёк», «Золотое сердце», «Жизнь моя, моя любовь» и многие другие.
В 1985 году композитор Владимир Мигуля написал специально для певицы песню «Жизнь», которая очень редко звучала. Активная гастрольная деятельность и постоянное присутствие в музыкальных эфирах привели к тому, что к концу 1980-х годов она объективно стала лидером советского песенного искусства. 11 мая 1988 года за большие заслуги в развитии советского музыкального искусства ей присвоили звание Народной артистки СССР, первой из современных поп-певиц.
Вместе с тем переход на русскоязычный репертуар вызвал определённое отторжение на Украине. Обвинения в предательстве национальной культуры, кроме общего роста национализма, активно подогревались советскими государственными продюсерскими структурами, филармониями и концертными объединениями, терявшими в ходе экономических реформ контроль над финансовой стороной концертной деятельности певицы. Во избежание масштабных провокаций она отказалась от участия в фестивале «Червона рута», проводившегося на её родине в 1989 году. В конце 1980-х годов обострившиеся межнациональные отношения привели к тому, что в 1989 году на сборном концерте во Львове на стадионе «Дружба» присутствовавшая часть зрителей, настроенная против Софии Ротару, встретила певицу плакатами «София, тебя ждёт кара!» и свистом, что привело к столкновениям с её поклонниками.
Тем не менее она продолжала петь украинские песни и постоянно включала их в первые отделения концертных программ. Новыми песнями этого периода на украинском языке стали произведения Н. Мозгового («Край», «Минає день»), А. Близнюка («Эхо верности»), А. Осадчего («Фортуна»), И. Поклада («Тече вода», «Бал разлучённых сердец»), и позднее — Р. Квинты («Чекай», «Одна калина», «Туман»). В то же время ею была подготовлена и представлена зрителю в 1991 году новая программа, вошедшая в альбом «Романтика», наполовину состоявшая из ремейков песен Ивасюка и других известнейших украинских композиторов и поэтов на украинском языке, в частности, «Червона рута», «Черемшина», «Кленовий вогонь», «Край», «Сизокрилий птах», «Жовтий лист», ставших классикой украинской эстрадной песни, после чего подобные обвинения рассыпались.
В 1991 году вышла следующая работа Ротару и Матецкого — LP «Караван любви» (фирма «Sintez records», Рига, Латвия), также с заметным влиянием в стилистике хард-рока и метала, находившимся в то время на пике своей популярности. Одновременно с альбомом вышел одноимённый музыкальный телефильм и концертная программа «Золотое сердце», ставшая последней программой певицы времён СССР.
Распад Союза отразился на географии поездок певицы. Министерство культуры СССР обязывало артистов совершать гастроли по «горячим точкам». Отказавшись вначале, она подготовила программы «Друзья остаются друзьями» и «Караван любви», представленные в Вильнюсе, Риге, Таллине, Тбилиси, Баку и Ереване. Концерты проходили в помещениях с отсутствием соответствующих условий, что привело в итоге к воспалению лёгких. София Ротару сказала: «Меня предупреждали — не спускайся в зал, мало ли что. Даже охрану приставили. А я считаю: с чем к человеку идёшь, тем он тебе и отплатит».
В конце 1980-х, участвуя в сборном концерте, она обратила внимание на выступление балета «Тодес» и пригласила его к сотрудничеству. Танцы «Тодеса» сделали её песни более зрелищными со сценической точки зрения. В концертных программах этого периода почти все песни танцевала с «Тодесом». Этот творческий союз просуществовал около пяти лет. Алла Духова, художественный руководитель балета сказала, что именно с Ротару балет «Тодес» начал успешную деятельность.

### 1991—1999: Новое время
В 1991 году певица представила в Москве юбилейную программу, посвящённую 20-летию творческой деятельности певицы. Юбилейные концерты «Цветы Софии Ротару» состоялись в Государственном центральном концертном зале «Россия». Центральное телевидение транслировало эту программу, и она вышла на видео в телеверсии концерта. Оставаясь верной составлению первого отделения своих концертных программ, певица спела песни молодости, но уже в ремикс-версиях песен Ивасюка и других известнейших украинских композиторов и поэтов на украинском языке, в частности, «Червона рута», «Черемшина», «Кленовий вогонь», «Край», «Сизокрилий птах», «Жовтий лист», ставших классикой украинской эстрадной песни, а также новые «Танго», «Дикие лебеди» и другие. В концерте также участвовал ансамбль «Смеричка», который снимался с ней в фильме «Червона рута». Закрывающей второе отделение стала песня «Эхо».
После распада СССР и коммерциализации музыкального пространства певица не утратила ведущих позиций в шоу-бизнесе, имеет стабильную аудиторию, в том числе в русскоязычной диаспоре в Европе и США. В 1992 году вышел супер-хит в её исполнении — «Хуторянка» (музыка Владимира Матецкого, стихи Михаила Шаброва).
Певица оставила филармонию и продолжила запись песен на собственной студии в Ялте. В 1993 году вышли два первых CD-сборника лучших песен певицы — «София Ротару» и «Лаванда», затем — «Золотые песни 1985/95» и «Хуторянка».
В феврале 1994 года София и Аурика Ротару с песней «Червона рута» выступили на фестивале «Золотой шлягер» в Могилёве.
В 1995 году снялась в музыкальном фильме «Старые песни о главном» телекомпании ОРТ (режиссёр Дмитрий Фикс, продюсер Константин Эрнст), исполнив песню «Каким ты был» (музыка И. Дунаевского, стихи М. Исаковского).
В августе 1996 года была удостоена Почётного знака отличия президента Украины. В этом же году на «Песне-96» признана «Лучшей эстрадной певицей 1996 года» и награждена призом имени Клавдии Шульженко. В 1996 году в финал конкурса прошли песни «Ночь любви» Лоры Квинт на стихи Николая Денисова и «Нет мне места в твоём сердце» Владимира Матецкого на стихи Михаила Файбушевича. Также была исполнена «Лебединая верность» (песня Евгения Мартынова на стихи Андрея Дементьева в аранжировке из фильма «Песня всегда с нами»), не попавшая, однако, в телеэфир, но сохранившаяся в виде любительской видеозаписи со съёмок.
В 1997 году приняла участие в Международном музыкальном фестивале «Голос Азии» в Казахстане.
Весной 1997 года снялась в музыкальном фильме «Военно-полевой романс» телекомпании ТВ Центр (реж. Олег Рясков, художественный руководитель Лев Лещенко), где исполнила песню «Не могу забыть». Фильм удостоился первой премии на Международном кинофестивале 1998 года «Вечный огонь» (Волгоград) .
В 1997 году снялась в музыкальном фильме «10 песен о Москве» телекомпании НТВ (проекте Леонида Парфёнова и Джаника Файзиева), с песней «Москва майская» (музыка Даниил и Дмитрий Покрассов, стихи В. Лебедева-Кумача) с группой «Иванушки International».
В 1997 году стала почётным гражданином Автономной Республики Крым, обладателем почётного приза Президента Украины Л. Кучмы за выдающийся вклад в развитие эстрадного искусства «Пісенний вернісаж» и кавалером Ордена Республики (Молдова).
16 сентября 1997 года в возрасте 77 лет умерла её мать, Александра Ивановна Ротару. Перед этими событиями певица неоднократно отменяла выступления в концертном графике, юбилейные концерты, съёмки, и прочие гастроли.
На съёмках финала «Песни-97» певица исполнила песни «Твои печальные глаза» (Владимира Матецкого на стихи Лилианы Воронцовой), а также «Было время» (Владимира Матецкого на стихи Михаила Файбушевича) и «Свитерок» (Владимира Матецкого на стихи Александра Шаганова).
В 1998 году вышел её первый официальный (номерной) CD, альбом «Люби меня», выпущенный на лейбле «Extraphone». В апреле этого года в Государственном Кремлёвском дворце в Москве состоялась премьера новой сольной программы «Люби меня». Также в 1998 году ей был присуждён «Орден Николая Чудотворца» «За преумножение добра на Земле» Фонда международных премий на Украине. Она стала почётным гражданином города Черновцы. Песня «Засентябрило» исполнена в дуэте с Николаем Расторгуевым.
В 1998 году состоялся Юбилейный концерт Софии Ротару «Люби меня».
В 1999 году лейбл «Star Records» выпустил ещё два CD-сборника певицы в «Звёздной серии». По итогам 1999 года признана лучшей певицей Украины в номинации «Традиционная эстрада», получив «Золотую Жар-птицу», а также специальную награду «за вклад в развитие отечественной поп-музыки». В том же году певицу за особые личные заслуги в развитии песенного творчества, многолетнюю плодотворную концертную деятельность и высокое исполнительское мастерство наградили орденом княгини Ольги III степени. «Русский биографический институт» признал певицу «Человеком 1999 года».

### 2000—2006 годы
В 2000 году в Киеве была признана «Человеком XX столетия», «Лучшей украинской эстрадной певицей XX столетия», «Золотым голосом Украины», лауреатом премии «Прометей — престиж», «Женщиной года». В этом же году стала лауреатом премии «Овация», «За особый вклад в развитие российской эстрады». В августе 2000-го открылся официальный сайт певицы.
В 2000 году София Ротару с песнями «Червона рута» и «Луна-луна» выступили на фестивале «Золотой шлягер» в Могилёве.
В декабре 2001 года выпустила новую сольную концертную программу «Жизнь моя — моя любовь!» по случаю 30-летия своей творческой деятельности. Премьера программы состоялась 13—15 декабря в Государственном Кремлёвском дворце в Москве. Впервые выступила в качестве режиссёра-постановщика, где с ней впервые работал Борис Краснов как художник-постановщик.
Перед сольными концертами в Москве киновидеообъединение «Крупный план» представило видеоверсию фильма «Душа», снятого киностудией «Мосфильм» в 1981 году с Софией Ротару в главной роли.
В 2002 году песня «Жизнь моя, моя любовь» открывала «Новогодний огонёк» на канале ОРТ. 20 января состоялась премьера телеверсии юбилейной сольной программы «Жизнь моя — моя любовь», вышедшей также на видео. 2 марта впервые выступила с клубным концертом в развлекательном комплексе «Метелица», ставшим событием в культурной жизни Москвы. 6 марта Президент Украины Л. Д. Кучма наградил её орденом княгини Ольги I степени за «весомые трудовые свершения, высокий профессионализм и по случаю Международного дня прав женщин и мира». В апреле началась первая часть большого Всероссийского гастрольного турне. Вторая часть тура состоялась в сентябре 2002 года, перед гастролями по городам Германии.
В 2002 году вышел новый альбом «Я тебя по-прежнему люблю». Официальный релиз альбома состоялся 23 апреля на студии «Extraphone» в Москве. Этот альбом стал первым продюсерским опытом Руслана Евдокименко, привлёкшего к созданию песен авторов Руслана Квинту и Дмитрия Маликова. Тем не менее, большая часть композиций, как и в предыдущем альбоме «Люби меня» 1998 года, является творчеством композитора Владимира Матецкого.
24 мая в Киеве перед зданием Международного центра культуры и искусств состоялась торжественная церемония открытия Украинской Аллеи звёзд, среди которых была зажжена и «Звезда Софии Ротару». 7 августа, в день рождения, ей было присвоено наивысшее на Украине звание Героя Украины «за значительные личные заслуги перед украинским государством в развитии искусства, самоотверженную работу на ниве сохранения национально-культурных традиций, приумножение наследия народа Украины». 9 августа 2002 года была награждена орденом Почёта Указом Президента Российской Федерации «за большой вклад в развитие эстрадного искусства и укрепление российско-украинских культурных связей».
Летом на лейбле «Extraphone» (Москва, Россия) вышли ремастеризированные версии альбомов «Золотые песни 1985/95» и «Хуторянка». Часть этого тиража вышла в подарочном оформлении с бонус-треком и плакатом певицы с автографом.
23 октября, после очередного инсульта, в киевской клинике умер муж Анатолий Кириллович Евдокименко (продюсер и художественный руководитель группы «Червона рута», режиссёр-постановщик большинства концертных программ певицы). Певица отменила все концертные выступления и телесъёмки, отказалась от участия в съёмках мюзикла «Золушка», впервые за 30 лет не приняла участия в финале Фестиваля «Песня года». На время прекратила активную гастрольную деятельность.
25 декабря состоялся официальный релиз сборника песен «Снежная Королева», выпущенного на лейбле «Extraphone».
В 2002 году был выпущен официальный релиз видеоверсии фильма «Где ты, любовь?» режиссёра Валериу Гаджиу, выпущенного киностудией «Молдова-филм» в 1980 году. Видеоверсия фильма была издана «Корпорацией АРЕНА». Певица начинает сотрудничество с гитаристом и бэк-вокалистом Василием Богатырёвым.
По итогам 2002 года певица заняла 2-е место по популярности среди всех отечественных исполнителей и групп в России (исследование проводила социологическая служба Института Гэллапа).
11 апреля 2003 года у певицы появилась композиция «Белый танец» украинских авторов Олега Макаревича и Виталия Куровского. Новый этап её творчества начался с выступлений в концертном зале «Россия» в Москве в честь закладки именной звезды на аллее перед залом. Основными авторами, работающими с ней, стали композиторы Олег Макаревич («Белый танец», «Я назову планету именем твоим»), Руслан Квинта («Одна калина»), и Константин Меладзе («Я же его любила», «Один на свете»), а также поэт Виталий Куровский. В этом же году вышел альбом-посвящение «Единственному», памяти мужа, с новыми песнями и аранжировками на украинском и молдавском/румынском языках, а также сборник «Листопад».
В 2004 году, после четырёхлетнего перерыва дала два больших сольных концерта в Чикаго и Атлантик-Сити, где выступила в театре-казино Тадж-Махал.
В 2004 году состоялась премьера песни «Цветёт малина» в дуэте с Николаем Басковым.
В 2004 году вышел альбом «Небо — это я» и «Лаванда, Хуторянка, далее везде…», в 2005 году — «Я же его любила».
В 2004, 2005 и 2006 стала самой любимой певицей в России по опросам одного из рейтинговых социологических агентств.

### 2007—2016: 60-летний юбилей
7 августа 2007 года отметила 60-летний юбилей. Сотни поклонников, а также известные артисты и политики приехали в Ялту из разных концов света, чтобы поздравить певицу. Президент Украины В. Ющенко наградил певицу орденом «За заслуги» II степени. Торжественный приём по случаю юбилея проходил в Ливадийском дворце.
Чествования певицы продолжились в сентябре в Сочи, где на музыкальном конкурсе молодых исполнителей «Пять звёзд» один из конкурсных дней был посвящён её творчеству. А в октябре 2007 года в Государственном Кремлёвском дворце прошли юбилейные концерты С. Ротару, в которых приняли участие многие популярные исполнители России и Украины.
Последний не выпущенный сингл 2007 года «Я твоя любовь» занимал первое место, находясь четыре недели в чарте «Золотой граммофон» Русского радио.
15 декабря 2007 года состоялся третий концерт «Легенды Ретро FM» в котором приняла участие София Ротару.
С марта по май 2008 года находилась в юбилейном турне по России.
15 апреля 2009 года в дуэте с Аллой Пугачёвой исполнила песню «Нас не догонят» группы «Тату».
5 ноября 2009 года состоялся пятый концерт «Легенды Ретро FM» в котором приняла участие София Ротару.
В 2010 году состоялась премьера песни «Забирай» в дуэте с Олегом Газмановым.
5 декабря 2010 года София Ротару в дуэте с Олегом Газмановым с песней «Забирай» выступила на 11-й ежегодной церемонии вручений музыкальной премии «Золотой граммофон» в Санкт-Петербурге в Ледовом дворце.

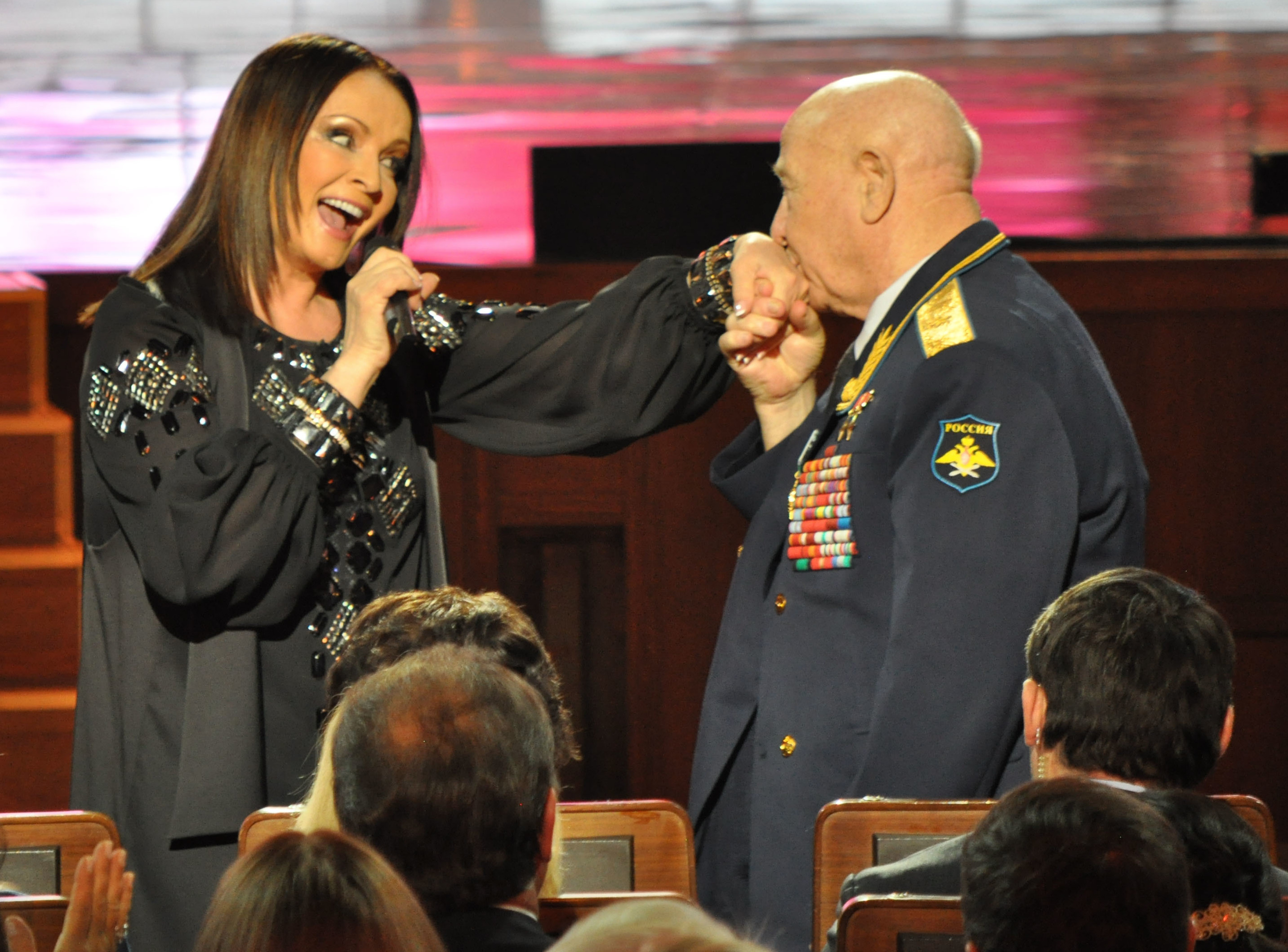
София Ротару и космонавт Алексей Леонов в 2011 году

В феврале 2011 года София Ротару и Олег Газманов с песней песни «Забирай» выступили на программе «Субботний вечер» с Николаем Басковым на телеканале Россия-1.
В сентябре 2011 года София Ротару в дуэте с Олегом Газмановым с песней «Забирай» выступила на 11-й ежегодной церемонии вручений музыкальной премии «Золотой граммофон» в Москве в Государственном Кремлёвском дворце.
В октябре 2011 года проводила юбилейные концерты в Москве (Большой Кремлёвский дворец) и в Санкт-Петербурге (Ледовый дворец). Концерты были приурочены к 40-летию творческой деятельности.
Участвует в сборных концертах и телепрограммах, иногда выезжая на небольшие гастрольные туры. После подсчёта всех песен, исполненных ею в финалах Фестиваля «Песня года», выяснилось, что ей принадлежит абсолютный рекорд среди всех участников за всю историю — 92 песни, исполненные на 46 Фестивалях (1973—2017, кроме 2002).

#### 2012—2013: Юбилейные гастроли
В 2012 году отправилась в юбилейный тур по городам России. В октябре состоялись концерты в Томске, Омске, Барнауле, Нижнем Новгороде, Екатеринбурге. Организаторами юбилейного тура выступила компания «Кремль концерт». В конце марта 2013 года отправилась в новый гастрольный тур по городам России и Казахстана.
В 2012 году София Ротару и Николай Басков с песней «Я найду свою любовь» выступили на концерте «Disсo Дача 2012».
2 сентября 2013 года выпущен новый сингл «Прости», приуроченный к десятилетию творческого сотрудничества с композитором Русланом Квинтой. К концу 2013 года выпустила песню «Ты самый лучший» авторства Р. Квинты и В. Куровского. Песня записана с помощью живых инструментов, в этническом гуцульском стиле. 24 января 2014 года появилась ранее неизвестная песня «Прощай», записанная ориентировочно в 1998 году. Песня исполнена на украинском языке.
В 2015 году выпустила 2 песни: «Давай устроим лето» и «Любовь жива». Осенью 2016 с сестрой отправилась в гастрольный тур по городам Германии.

### 2017—2021: 70-летний юбилей
22 февраля 2017 года в Крокус Сити холле на концерте «О чём поют мужчины» исполнила две песни — «На семи ветрах» и «Небеса». 23 марта в Киеве во Дворце спорта участвовала в концерте-бенефисе Руслана Квинты.
28 июля 2017 года состоялся юбилейный вечер Софии Ротару в рамках фестиваля «Жара» в Баку. Премьера концерта состоялась 3 сентября на Первом канале (повторы выходили 21 апреля (на Первом канале (урезанная версия)), 9 и 11 июня 2018 года (на Муз-ТВ)), 22 ноября 2020 года снова на Первом канале и 9 мая 2021 года снова на Муз-ТВ. В ходе юбилейного концерта Ротару представила новую песню «Азербайджан».
7 августа 2017 года получила поздравительную телеграмму от Президента Российской Федерации Владимира Путина по случаю юбилея.
12 ноября 2017 года получила свой 12-й золотой граммофон за песню «На семи ветрах» из рук представителя МИД РФ Марии Захаровой.
8 ноября 2019 года присвоено звание «Почётный гражданин Буковины».
19 августа 2021 года Ротару выступила на открытии конкурса «Новая волна» в Сочи.

### Благотворительность
Известно, что уже более 15 лет она перечисляет свою пенсию на лечение девочки из Кривого Рога.

### Семья
Отец — Михаил Фёдорович Ротарь (1918—2004), был участником войны, пулемётчиком; дошёл до Берлина, затем работал бригадиром виноградарей.
Мать — Александра Ивановна Ротарь (1920—1997).
Младшие братья — Анатолий Ротарь (род. 1953) и Евгений Ротарь (род. 1957) — бывшие бас-гитаристы и певцы, выступали в кишинёвском ВИА «Оризонт».
Старшая сестра — Зинаида Ротарь (род. 1942), инвалид по зрению.
Младшие сёстры — Лидия Ротарь (по мужу — Хлябич, род. 1951) и Аурика Ротарь (род. 1958), украинская поп-певица, заслуженная артистка Украины (1996), народная артистка Украины (2019).
Муж — Анатолий Евдокименко (1942—2002), музыкант, народный артист Украинской ССР.
Сын — Руслан Евдокименко (род. 1970), музыкальный продюсер и предприниматель, директор ООО «Вилла София» (Ялта, Республика Крым). Гражданин Российской Федерации.
Невестка — Светлана Анатольевна Евдокименко (род. 1974), исполнительный продюсер, учредитель ООО «Вилла София».
Внуки — Анатолий (род. 1994) и София Евдокименко (род. 2001).
7 марта 2022 года, на участке украино-молдавской границы в Могилев-Подольском украинские пограничники задержали группу из 9 человек, пытавшихся незаконно пересечь государственную границу Украины. Среди задержанных были сын Софии Ротару, Руслан Евдокименко и внук певицы, Анатолий Евдокименко. Внук певицы проживал в Европе, занимался музыкальной карьерой и записывал песни под творческим псевдонимом SHMN.
Начиная с конца 1980-х годов в концертных программах Софии Ротару появлялись брат и сестра Лидия и Евгений Ротару с группой «Черемош». Окончив медицинское училище и проработав в поликлинике, Лидия пела в самодеятельности и была приглашена стать солисткой только что созданного при Черновицкой филармонии ансамбля «Черемош». Евгений окончил Николаевский педагогический институт, отделение музыки и пения, играл на бас-гитаре, пел в популярном молдавском «Оризонте», затем стал солистом «Черемоша». Ансамбль «Черемош» был создан в конце 1970-х годов при Черновицкой филармонии.
По состоянию на конец 2024 года София Ротару живёт в Италии на острове Сардиния вместе с сыном и невесткой. Внуки — Анатолий и Соня обосновались в США.

### Сценическое имя

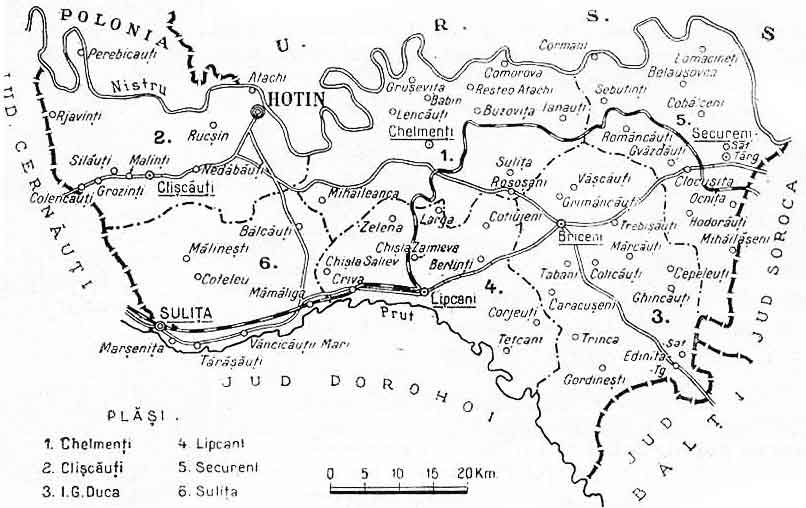
Карта Хотинского уезда, Бессарабия (1938 г.). Село Маршинцы (рум. Marşeniţa) расположено слева внизу.

Село Маршинцы, где родилась Ротару, до 1940 года входило в состав Румынии. В титрах фильма «Червона рута» Ротару появляется ещё с фамилией Ротар. В более ранних съёмках имя писали Софья. Писать фамилию на молдавский лад с буквой «у» в конце посоветовала Софии Эдита Пьеха. Как оказалось, в переводе с румынского «rotar» означает «колесник». Аурика Ротару:
Нет, это никто не придумал, это связано с тем, что это село, в котором мы родились, когда-то принадлежало Румынии, это была территория Румынии, и вот после войны эту территорию присоединили к Украине и в связи с этим папу вызвали в военкомат и сказали, что румынскую фамилию нужно поменять на украинскую. Убрали букву «у» в конце, вместо Ротару стало Ротарь с мягким знаком, и вот у нас у всех появилась фамилия Ротарь. Но на самом деле, Ротару — правильная фамилия…

## Творчество

### Дискография
- 1972 — «Червона рута»
- 1973 — «Поёт София Ротару»
- 1974 — «София Ротару» (также известен как «Баллада о скрипках»)
- 1976 — «София Ротару» (также известен как «Лебединая верность»)
- 1977 — «София Ротару поёт песни Владимира Ивасюка»
- 1978 — «София Ротару» (также известен как «Родина моя»)
- 1979 — «Только тебе»
- 1981 — «Где ты, любовь?»
- 1981 — «София Ротару и Червона Рута»
- 1985 — «Нежная мелодия»
- 1987 — «Монолог о любви»
- 1987 — Lavanda
- 1988 — «Золотое сердце»
- 1991 — «Караван любви»
- 1995 — «Хуторянка»
- 1998 — «Люби меня»
- 2002 — «Я тебя по-прежнему люблю»
- 2004 — «Небо — это я»
- 2005 — «Я же его любила»
- 2008 — «Я — твоя любовь!»
- 2010 — «Я не оглянусь»

### Фильмография

#### Музыкальные телефильмы
- 1965 — Песни счастливого края (документальный)
- 1966 — Соловей из села Маршинцы — главная роль
- 1973 — Днестровские мелодии
- 1975 — Песня всегда с нами — певица
- 1978 — Поёт София Ротару
- 1979 — Музыкальный Детектив
- 1980 — Звёзды олимпийской регаты
- 1981 — Душа — Виктория Свободина, певица
- 1981 — Спустя десять лет. Червона рута (короткометражный)
- 1985 — Вас приглашает София Ротару
- 1986 — Монолог о любви[англ.]
- 1989 — Золотое сердце
- 1990 — Караван любви
- 1991 — Один день у моря
- 1996 — Старые песни о главном — бригадир-ударница
- 1997 — 10 песен о Москве
- 1998 — Военно-полевой романс
- 2003 — Безумный день, или Женитьба Фигаро — Марселина
- 2004 — Снежная королева — фея цветов
- 2004 — Сорочинская ярмарка — цыганка
- 2006 — Первый скорый — «Зина Тимофеева»
- 2006 — Звёздные каникулы — Дива
- 2007 — Королевство кривых зеркал — Королева / делегат от Украины
- 2007 — Первый дома — певица из телевизора
- 2008 — Красота требует… — гостья конкурса «Мисс Домохозяйка»
- 2008 — Золотая рыбка — испанка
- 2009 — Красная шапочка — волшебница

#### Художественные фильмы
- 1971 — Червона рута — Оксана
- 1980 — Где ты, любовь? — Марчела, учительница музыки
- 1981 — Душа — Виктория Викторовна Свободина, певица

#### Вокал
- 1972 — Тайник у Красных камней
- 1973 — Ни слова о футболе
- 1980 — О, спорт, ты — мир

### Участие в фестивале «Песня года»
| Год  | Песня | Примечание |
| ---- | --- | --- |
| 1973 | Мой город | |
| 1974 | Баллада о матери Мой город (фрагмент в составе попурри лучших песен 1973 года)                                                                                               | |
| 1975 | Лебединая верность Яблони в цвету Смуглянка (дуэт с М. Евремовичем) | |
| 1976 | Верни мне музыку (запись не сохранилась) Тёмная ночь (дуэт с А. Мокренко) | |
| 1977 | Чайки над водой Родина моя (запись не сохранилась) | |
| 1978 | Обычная история Только тебе Отчий дом (дуэт с К. Готтом) | |
| 1979 | А с чем сравнить любовь? Дадим шар земной детям | |
| 1980 | Мой край Ожидание | |
| 1981 | Верь мне Красная стрела | |
| 1982 | Меланколие Вставайте! Родина моя (фрагмент в составе попурри песен-лауреатов прошлых лет)                                                                                    | |
| 1983 | Счастья тебе, Земля А музыка звучит Гимн демократической молодёжи мира (все артисты)                                                                                         | |
| 1984 | Романтика Не могу забыть | |
| 1985 | Аист на крыше В доме моём | |
| 1986 | Луна, луна Лаванда | |
| 1987 | Было, но прошло Прощальный перрон (вырезана из телеверсии) | |
| 1988 | Только этого мало Золотое сердце | В промежуточном выпуске также прозвучала песня «Мой потерянный мальчик»                                          |
| 1989 | На танго Дикие лебеди | |
| 1990 | Чем ближе разлука Прикоснись ко мне (вырезана из телеверсии) | В промежуточном выпуске также прозвучала песня «Снежинка»                                                        |
| 1991 | Караван любви Была не была | В промежуточном выпуске также прозвучала песня «Чайные розы в купе»                                              |
| 1992 | Горькие слёзы Хуторянка | В 1992 году вместо фестиваля «Песня года» выходила передача «Хит-парад „Останкино“»                              |
| 1993 | Пара белых голубей Вкус любви | |
| 1994 | Ночной мотылёк Песня остаётся с человеком (все артисты) | В промежуточном выпуске также прозвучала песня «Мечта без крыльев»                                               |
| 1995 | Остров любви Море-море (запись не сохранилась) Песня остаётся с человеком (все артисты)                                                                                      | |
| 1996 | Ночь любви Нет мне места в твоём сердце Лебединая верность (вырезана из телеверсии, сохранилась любительская видеозапись со съёмок) Песня остаётся с человеком (все артисты) | |
| 1997 | Твои печальные глаза Было время Свитерок Песня остаётся с человеком (все артисты)                                                                                            | |
| 1998 | Звёзды как звёзды Лунная радуга Засентябрило (дуэт с Н. Расторгуевым) Песня остаётся с человеком (все артисты)                                                               | |
| 1999 | Первый снег Лаванда (новая версия) Луна, луна (новая версия) Хуторянка Песня остаётся с человеком (все артисты)                                                              | |
| 2000 | Червона рута (новая версия) Меланколие (новая версия) Магазин «Цветы» (новая версия)Песня остаётся с человеком (все артисты)                                                 | |
| 2001 | Не спросишь Другая Песня остаётся с человеком (все артисты) | |
| 2002 | Жизнь моя, моя любовь Скажешь мне «прости» | Песни были исполнены в одном из промежуточных выпусков фестиваля В финале «Песни года-2002» участия не принимала |
| 2003 | Белый танец Одна калина Песня остаётся с человеком (все артисты) | |
| 2004 | Белая зима (музыка Р. Квинты, слова В. Куровского) Небо — это я Цветёт малина (дуэт с Н. Басковым) Ты улетишь Песня остаётся с человеком (все артисты)                       | |
| 2005 | Я же его любила Осенние цветы | |
| 2006 | Не люби Один на свете Червона рута (с группой ТНМК) | |
| 2007 | Я назову планету именем твоим Сердце ты моё | |
| 2008 | Не уходи Я назову планету именем твоим | |
| 2009 | Я решила сама Было, но прошло (новая версия) | |
| 2010 | Я не оглянусь Капелька любви | |
| 2011 | Глаза в глаза Не зови печаль Песня остаётся с человеком (все артисты) | |
| 2012 | Мы будем вместе Я найду свою любовь (дуэт с Н. Басковым) Белая зима (музыка В. Волкомора, слова В. Волкомора и Л. Пономаренко)                                               | |
| 2013 | Три дня Научи смеяться Песня остаётся с человеком (все артисты) | Песня «Три дня» была премьерой на фестивале                                                                      |
| 2014 | Ты самый лучший Песня остаётся с человеком (все артисты) | |
| 2015 | Давай устроим лето | |
| 2016 | Не забывай меня Я назову планету именем твоим | |
| 2017 | На семи ветрах Сколько бы зима не мела | |
| 2018 | — | Отказалась от участия в концерте и съёмках программы в Москве, но приняла участие в концерте в Дюссельдорфе      |
| 2019 | Музыка моей любви Вечные небеса | |
| 2020 | Сердце размером с солнце Червона рута (новая версия) | |
| 2021 | Ледяные дожди Белый танец (новая версия) Песня остается с человеком (все артисты)                                                                                            | |

## Гражданская позиция
Во время «Оранжевой революции» 2004—2005 годов на Украине вместе с семьёй раздавала еду людям, пришедшим на площадь Независимости в Киеве, вне зависимости от их политических взглядов.
В 2006 году принимала активное участие в выборах в парламент Украины, баллотируясь в народные депутаты под вторым номером в списке «Блока Литвина». Проводила большой агитационный благотворительный тур по городам Украины, однако блок не набрал необходимого количества голосов и не прошёл в парламент. Среди главных причин, почему София Ротару поддерживала именно этот блок, она называла личное доверие к уравновешенности В. Литвина, а также интерес к лоббированию закона о меценатстве на Украине.
По сообщениям СМИ, после присоединения Крыма к Российской Федерации в 2014 году не приняла российское гражданство. Сама же она несколько позже пояснила, что прописана в Киеве, поэтому российский паспорт ей не был положен по закону.
В одном из интервью сестра Ротару Лидия Хлябич рассказала, что семья певицы оказывала материальную помощь АТО. Однако в ноябре 2019 было дано опровержение.
После введения в 10 областях Украины военного положения в ноябре 2018 года, отказалась участвовать в фестивале «Песня года», съёмки которого проходили 1 декабря в московском спортивном комплексе «Олимпийском» и выступать на всех корпоративных мероприятиях, проходящих в России. Свой отказ певица объяснила желанием «не обострять ситуацию и не провоцировать радикально настроенных соотечественников». При этом на концертном выступлении той же «Песни года», которое проходило 2 марта 2019 года в Дюссельдорфе на арене ISS Dome, Ротару выступила.
В феврале 2022 года выступила с осуждением вторжения России на Украину.

## Признание

### Почётные звания
- 1973 — Заслуженный артист Украинской ССР
- 1976 — Народный артист Украинской ССР
- 1983 — Народный артист Молдавской ССР
- 1988 — Народный артист СССР[91]
- 1994 — Почётный гражданин города Ялты[92]
- 1997 — Почётный гражданин Автономной республики Крым — за выдающиеся заслуги в развитии национальной культуры, высокое исполнительское и профессиональное мастерство, неоднократные победы на международных конкурсах эстрадной песни[93]
- 1998 — Почётный гражданин города Черновцы
- 2013 — Почётный гражданин Кишинёва[94]
- 2019 — Почётный гражданин Буковины[74]

### Награды

#### Государственные награды СССР
- 1978 — Премия Ленинского комсомола — за высокое исполнительское мастерство и активную пропаганду советской песни
- 1980 — Орден «Знак Почёта» — за большую работу по подготовке и проведению Игр XXII Олимпиады[95].
- 1985 — Орден Дружбы народов

#### Государственные награды Украины
- 1996 — Почётный знак отличия президента Украины — за выдающийся личный вклад в развитие украинской национальной культуры и искусства, высокое исполнительское мастерство[96].
- 1999 — Орден княгини Ольги III степени — за выдающиеся личные заслуги в развитии песенного творчества, многолетнюю плодотворную концертную деятельность, высокое исполнительское мастерство[97].
- 2002 — Орден княгини Ольги I степени — за весомые трудовые достижения, высокий профессионализм и по случаю Международного дня прав женщин и мира[98][99].
- 2002 — Герой Украины (с вручением ордена Государства) — за выдающиеся заслуги перед Украинским государством в развитии искусства, самоотверженный труд на ниве сохранения национальных культурных традиций и приумножения песенного наследия народов Украины[100].
- 2007 — Орден «За заслуги» II степени — за весомый личный вклад в развитие украинского музыкального искусства, высокое исполнительское мастерство и многолетнюю плодотворную деятельность[101][102].
- 2021 — Национальная легенда Украины — за выдающиеся личные заслуги в становлении независимой Украины и укреплении её государственности, весомый вклад в развитие национального искусства, спорта, многолетнюю плодотворную профессиональную деятельность[103][104]

#### Государственные награды Молдовы
- 1997 — Орден Республики — за выдающиеся успехи в творческой деятельности, особые заслуги в развитии и пропаганде музыкального искусства, высокое исполнительское мастерство[105].

#### Государственные награды Российской Федерации
- 2002 — Орден Почёта — за большой вклад в развитие эстрадного искусства и укрепление российско-украинских культурных связей[106].

#### Награды международных организаций
- 2013 — Орден «Содружество» (Межпарламентская ассамблея СНГ) — за активное участие в деятельности Межпарламентской Ассамблеи и её органов, вклад в укрепление дружбы между народами государств — участников Содружества[107].

### Призы и премии
- Победитель Новоселицкого районного конкурса художественной самодеятельности (1962)
- Диплом первой степени на областном смотре художественной самодеятельности (Черновцы, 1963)
- Лауреат Республиканского фестиваля народных талантов (1964)
- Золотая медаль и первая премия на IX Всемирном фестивале молодёжи и студентов (София, Болгария, 1968)
- Первая премия на фестивале «Золотой Орфей» (Солнечный берег, Болгария, 1973)
- Вторая премия на Международном фестивале песни в Сопоте (Польша, 1974)
- Премия Ленинского комсомола Украинской ССР имени Н. Островского (1976)[108][109],
- Первая премия Международного конкурса вокалистов в Токио (Япония) (за исполнение югославской песни «Обещание», 1980)
- Приз жюри Всесоюзного кинофестиваля в Вильнюсе за участие в фильме «Где ты любовь?» (Литва, 1981)
- Приз «Золотой диск» фирмы «Мелодия» за альбомы «София Ротару» и «Нежная мелодия» (1985)[110]
- Приз имени Клавдии Шульженко, как лучшей эстрадной певице 1996 года в рамках фестиваля «Песня года» (1996)
- Почётный приз Президента Украины за выдающийся вклад в развитие эстрадного искусства «Песенный вернисаж» (1997, Киев)
- Всеукраинская премия в области музыки и массовых зрелищ «Золотая жар-птица — 99» в номинации «Традиционная эстрада» (1999)
- Специальная награда «За вклад в развитие отечественной поп-музыки» (1999)
- «Человек года» по признанию «Русского биографического института» (1999)[111]
- «Женщина года» (Киев, 1999)[112]
- Премия «Овация» — «за особый вклад в развитие российской эстрады» (Москва, 2000)
- «Человек XX столетия», «Лучшая украинская эстрадная певица XX столетия» (Киев, 2000)
- «Золотой голос Украины» (Киев, 2000)
- Премия «Прометей — престиж» (2000)
- «Звезда Украины»: закладка именной звезды в центре Киева, почётный диплом и памятный нагрудный знак «Звезда украинской эстрады» (2002)
- Национальная премия общественного признания достижений женщин «Олимпия» Российской Академии бизнеса и предпринимательства (2003)[113]
- Премия Президента Беларуси «Через искусство — к миру и взаимопониманию» (Беларусь, 2007)
- икона Божьей Матери (подарена Виктором Ющенко в 2007-м)[114]
- Премии «Овация» в номинации «Поп-музыка — мэтры» (Москва, 2008)
- Премия «10 для Молдовы» в номинации «Эстрадная музыка», присуждённой телеканалом Publika TV в рамках кампании «Десятка для Молдовы» (Молдова, 2013)[6].

#### Музыкальные премии «Золотой граммофон»
Двенадцать раз (2003—2012, 2015, 2017) становилась лауреатом российской музыкальной премии «Золотой граммофон», учреждённой радиостанцией «Русское радио»:
| Год  | Песня                         | Альбом             |
| ---- | ----------------------------- | ------------------ |
| 2003 | Белый танец                   | Небо — это я       |
| 2004 | Ты улетишь                    | Я же его любила    |
| 2005 | Я же его любила               | Я же его любила    |
| 2006 | Не люби                       | Я — твоя любовь!   |
| 2007 | Я — твоя любовь!              | Я — твоя любовь!   |
| 2008 | Я назову планету именем твоим | Я — твоя любовь!   |
| 2009 | Не уходи                      | Я — твоя любовь!   |
| 2010 | Забирай                       | Я не оглянусь      |
| 2011 | Я не оглянусь                 | Я не оглянусь      |
| 2012 | Не зови печаль                | И летит моя душа   |
| 2015 | Давай устроим лето            | Давай устроим лето |
| 2017 | На семи ветрах                | Давай устроим лето |

## В литературе
- Поэт Андрей Вознесенский посвятил Софии Ротару стихотворение «Голос» (1977).
- О Софии Ротару рассуждает герой пьесы Венедикта Ерофеева «Вальпургиева ночь, или Шаги Командора» (1985):

У нас во́ как поют! а у них — какие-нибудь там Ротару и Кобзоны… А я бы эту прекрасную Софию Ротару утопил бы — вот только не знаю, где́ лучше, в говне или проруби. А прекрасного Иосифа Кобзона за чекушку продал бы в Египет… Хо-хо! только и делов!